# Fredrica Löf
Johanna Fredrica Löf, även känd som Jeanette Fredrique Löwen, född 7 december 1760 i Klara församling i Stockholm, död 17 juli 1813 på Sörby i Torsåkers socken i Södermanland, var en svensk skådespelare, verksam på Dramaten 1788–1809. Hon var Dramatens första primadonna.

## Bakgrund
Fredrica Löf var dotter till Johan Gottfrid Löf, som var löpare, munskänk och slutligen taffeltäckare vid hovet, och Catharina Charlotta Stålhammar (egentligen Stålhand). Fadern var troligen son till körsnärsåldermannen i Stockholm, Gottfrid Löwe, och hade ändrat sitt namn från Löwe till Löf; han ska tidigare ha varit kammartjänare hos Lovisa Meijerfeldt.
Fredrica Löf var äldst av föräldrarnas nio barn. Hon uppges vara född 4 december, men eftersom hon döptes 7 oktober, var hon troligen född några dagar före sin dopdag. Hennes faddrar var Axel von Fersens maka Hedvig Catharina von Fersen, Hans Henrik von Liewen och ryttmästaren Hans Fredrik Ramel.
Familjen var fattig och bodde på Kindstugatan, och de åtta döttrarna blev under namnet "flickorna Löven" kända som tillhörande "den finare stockholmska demimonden", det vill säga lyxprostituerade. Hennes syster Charlotta gifte sig 1780 med friherre Axel Adam Hierta. Efter Charlottas död 1783 gifte sig systern Lovisa med samme Hierta 1786–1792 och 1794 med friherre Victor von Stedingk.
År 1780 finns Fredrica Löf registrerad som ensamstående med egen bostad vid Jakobstorg och en dotter, Johanna Fredrika.
Fredrica Löf undervisades i scenkonst vid den Franska teatern i Stora Bollhuset under ledning av Jacques Marie Boutet de Monvel; Anne Marie Milan Desguillons var därmed med all säkerhet också en av hennes instruktörer. Hon var möjligen elev vid den franska teatern redan omkring år 1780. Hon tog sedan ett artistnamn, vilket var vanligt i Frankrike, även om det inte var särskilt vanligt i Sverige. År 1787 anställdes hon av Adolf Fredrik Ristells svenskspråkiga teater i Stora Bollhuset, och år 1788 fick hon en plats vid det nyligen grundade Dramaten.

## Karriär
Fredrica Löf debuterade på Dramaten den 6 maj 1788 i den kvinnliga huvudrollen i "Siri Brahe och Johan Gyllenstierna", skriven av Gustav III, och gjorde succé. Hon jämfördes av Marianne Ehrenström med den berömda franska scenstjärnan Marguerite Georges och berömdes för "såväl sitt välljudande talorgan som för sitt sköna, grekiskt formade ansikte och en högst välbildad gestalt, genom hvilka företräden, jämte mycken naturlig värme i sitt spel, hon oemotståndligt hänförde åskådaren". Hon var en av Sveriges mest populära skådespelare under sin storhetstid under Gustav IV Adolfs omyndighet 1792–1796. Hennes spel sades präglat av "nobless", känsla och "själ", lämpad för "ömhet, ädelhet och fierté"; rösten beskrivs som ljuv, klar och fyllig, och hon omtalas ofta för sin eleganta kostymering.
Fredrica Löf kunde inte läsa text, utan var tvungen att lära sig sina roller genom att få manuset uppläst för sig. Hon var en av Dramatens stjärnor och benämns "aktris vid k. dramatiska teatern på stat i första klassen".
Fredrica Löf var också en av de valda ledamöterna i teaterns styrelse då Dramaten under åren 1788–1803 styrdes som ett kooperativ av skådespelarna själva. Då Dramaten bildades 1788, ställdes den under Operans direktion, men dess inre styrelse sköttes av ett utskott på åtta skådespelare under en ordningsman tillsatt av Operadirektionen. Aktörerna fick till skillnad från Operan och Franska teatern inte sin lön av monarken, utan från lottandelar i verksamheten, samt ett kungligt anslag för hela teatern.
Bland hennes roller fanns titelrollen i Semiramis av Voltaire, där hon fick mycket beröm för sitt "majestät"; titelrollerna i Athalie, Drottning Christina (1790), och rollen som Amalia i Världsförakt och ånger, fru Ferval i Den förtroliga aftonmåltiden och Susanna i Figaros bröllop (1799). Hon var verksam på Dramaten fram till 1808–1809 års spelår.

## Privatliv
Fredrica Löf var under sin tid mycket omtalad för sitt privatliv och sina kärleksförhållanden. Löf gifte sig aldrig men fick flera barn. Döttrarna har uppgetts vara prins Fredrik Adolfs barn, men det är inte bekräftat att Fredrica Löf och prinsen hade ett förhållande.
Däremot att Fredrik Adolf och hennes syster, Euphrosyne Löf, som också en tid var skådespelerska, hade det. Hennes son Johan Davidsson blev sjöman, hennes dotter Johanna Fredrika (Jeanette Fredrique) Fredrisen gifte sig med sångmästaren vid Kungliga Teatern i Stockholm Carl Magnus Crælius, och Fredrika Theresia Fredrisen med majoren vid adelsfanan Anders Andersson, och sedan med inspektorn och arrendatorn på Kalkudden i Södermanland Jonas Peter Rundlöf.
Mest känt var Fredrica Löfs förhållande med skulptören Tobias Sergel, som tycks ha inletts omkring år 1800 efter många års vänskap.
Fredrica Löf var en flitig deltagare i Stockholms konstnärliga umgängesliv och träffade bland annat den tyska författaren Martin Friedrich Arendt år 1806. Hon hade ett elegant hem vid Gustav Adolfs torg och eget ekipage; hon skattade för tre sovrum med sidenmöbler, marmorbyster, en köksa, en huspiga och en betjänt.
Fredrica Löf var vid sin död bosatt hos sin svåger på hans gård Sörby i Torsåkers socken i Södermanland. Hon var vid den tidpunkten enligt uppgift psykiskt sjuk.
Flera avbildningar av Fredrica Löf, många av dem gjorda av Sergel, förvaras på Nationalmuseum.